# Mischa Auer

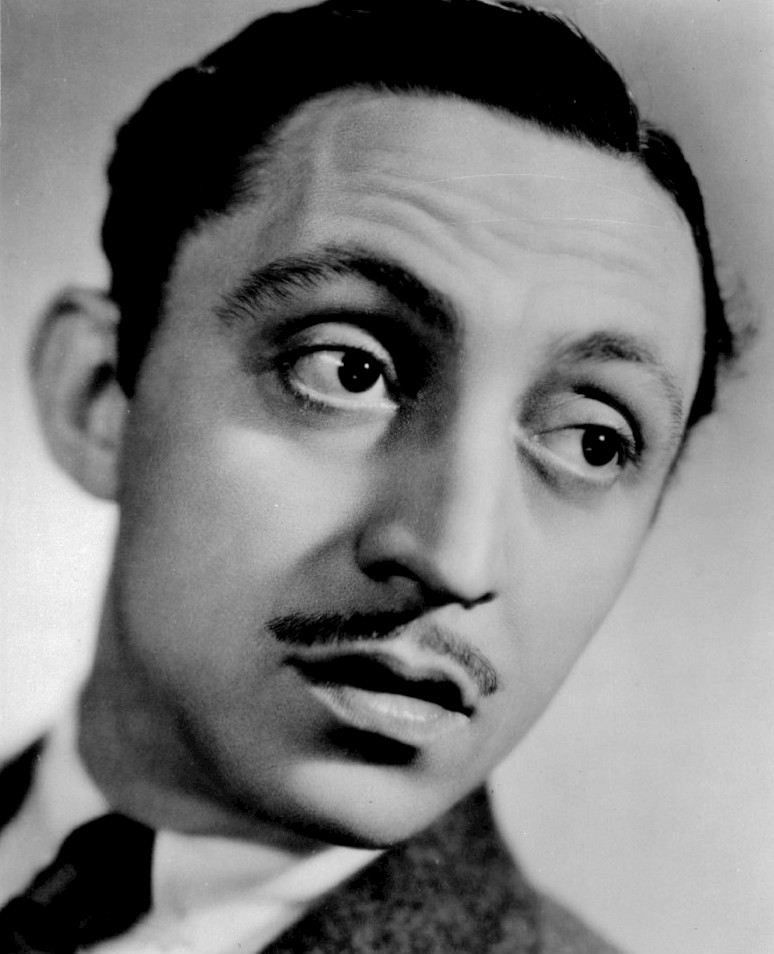
Mischa Auer, 1940er Jahre

Mischa Auer, eigentlich russisch Михаил Унсковский Michail Unskowski, auch Michail Ounskowsky; (* 4. Novemberjul. / 17. November 1905greg. in Sankt Petersburg, Russisches Kaiserreich; † 5. März 1967 in Rom, Italien) war ein US-amerikanischer Film- und Theaterschauspieler russischer Herkunft.

## Leben
Mischa Auer stammt aus einer angesehenen russischen Familie: Sein Großvater war der österreich-ungarische Violinist Leopold Auer, dessen Familiennamen Michail Unskowski annahm, nachdem er sich in den 1920er Jahren in den USA etabliert hatte. Sein Vater, ein russischer Marineoffizier, fiel im Herbst 1905 im Russisch-Japanischen Krieg, wodurch die Familie finanzielle Probleme bekam. Infolge der Oktoberrevolution verlor die Familie im November 1917 ihr Hab und Gut; sie wurde obdachlos. So musste der zwölfjährige Junge für kurze Zeit mit anderen obdachlosen Jungen auf der Straße leben, bis er wieder mit seiner Mutter vereint wurde, nachdem diese als Krankenschwester Arbeit gefunden hatte. Doch Lenins Traum von einer „Besseren Zukunft“ traf nicht auf die Familie zu, so dass sie Anfang 1918 in die Türkei auswanderte. In Konstantinopel erkrankte Auers Mutter an Typhus und starb kurze Zeit später. Der Junge soll nach eigenen Angaben sogar ihr Grab selbst ausgehoben haben.
Auer begab sich nun auf Wanderschaft und traf in Italien auf seinen Großvater Leopold Auer, der seinen Enkel mit nach New York City nahm. Er ermutigte ihn, es als Musiker zu versuchen, so dass er in New York eine fachspezifische Schule besuchte und im Lauf der Zeit viele Instrumente beherrschte, darunter Violine und Piano. Mitte der 1920er Jahre kam Auer auch mit der Schauspielerei in Berührung und stand im Februar 1925 erstmals am Broadway auf der Bühne. Mischa Auer war insofern ein bemerkenswerter Schauspieler, als er neben seiner Muttersprache Russisch fünf weitere Sprachen fließend beherrschte, darunter auch Deutsch, Italienisch und Spanisch.
Nur drei Jahre nach seinem Broadwaydebüt, 1928, erfolgte sein Filmdebüt in Something Always Happens von Regisseur Frank Tuttle.
1936 stand er in Mein Mann Godfrey als sonderbarer Protegé einer reichen Frau vor der Kamera und wurde 1937 in der Kategorie Bester Nebendarsteller für den Oscar nominiert. Im selben Jahr spielte er unter Henry Koster in der Musikkomödie 100 Mann und ein Mädchen und 1938 unter der Regie von Frank Capra in Lebenskünstler mit. In den 1940er und 1950er Jahren stand Auer in zahlreichen Filmkomödien vor der Kamera. Sein russisches Aussehen verhalf ihm dabei stets zu russischen Charakterrollen. Mitte der 1950er Jahre, als Paramount Pictures beschloss, Hollywood-Filme in billigeren europäischen Studios zu produzieren, zog Auer mit seiner Familie ins österreichische Salzburg, wo er einige Jahre lebte und in überwiegend französischen Filmen mitwirkte. Sein bekanntester Film aus jener Zeit ist der im Jahr 1955 gedrehte Thriller Mr. Arkadin von Regisseur Orson Welles.
Bereits 1957 erlitt Auer einen leichten Herzinfarkt, von dem er sich jedoch rasch erholte. Er setzte seine Karriere weiter fort und stand nach wie vor als Schauspieler vor der Kamera. Zehn Jahre später, im März 1967, folgte ein zweiter Infarkt, an dem Auer im Alter von 61 Jahren in Rom starb. Sein Leichnam wurde nach New York überführt, wo er in Gloversville (Fulton County) beerdigt wurde. Mischa Auer war viermal verheiratet. Seine erste Ehe führte er von 1931 bis 1940 mit Norma Tillman. Das Paar hatte zwei Kinder, Sohn Anthony und Tochter Zoe. Zwischen 1941 und 1950 war Auer mit Joyce Hunter verheiratet, und in den 1950er Jahren mit Susanne Kalish, mit der er sein drittes Kind bekam. Zuletzt war ab 1965 bis zu seinem Tod Elise Souls Lee seine Ehefrau.

## Filmografie (Auswahl)
- 1929: Ein Marquis zu verkaufen (Marquis Preferred)
- 1929: Der Kampf um die Macht (The Mighty)
- 1930: Just Imagine
- 1931: Women of All Nations
- 1932: Arsene Lupin, der König der Diebe (Arsene Lupin)
- 1932: Im Zeichen des Kreuzes (The Sign of the Cross)
- 1932: Call Her Savage
- 1933: Zwischen heut und morgen (Gabriel Over the White House)
- 1934: Schrei der Gehetzten (Viva Villa!)
- 1934: Bulldog Drummond schlägt zurück (Bulldog Drummond Strikes Back)
- 1935: Bengali (The Lives of a Bengal Lancer)
- 1935: Kreuzritter – Richard Löwenherz (The Crusades)
- 1935: I Dream Too Much
- 1935: Anna Karenina
- 1936: Eine Prinzessin für Amerika (The Princess comes Across)
- 1936: That Girl from Paris
- 1936: Winterset
- 1936: Drei süße Mädels (Three Smart Girls)
- 1936: Mein Mann Godfrey (My Man Godfrey)
- 1937: Sternschnuppen (Pick a Star)
- 1937: Für Sie, Madame … (Vogues of 1938)
- 1937: 100 Mann und ein Mädchen (100 Men and a Girl)
- 1938: Lebenskünstler (You Can’t Take It with You)
- 1938: Singende Herzen (Sweethearts)
- 1938: Wirbelwind aus Paris (The Rage of Paris)
- 1939: Der große Bluff (Destry Rides Again)
- 1940: Das Haus der sieben Sünden (Seven Sinners)
- 1940: Spring Parade
- 1941: Die Abenteurerin (The Flame of New Orleans)
- 1941: In der Hölle ist der Teufel los! (Hellzapoppin’)
- 1944: Die Träume einer Frau (Lady in the Dark)
- 1944: Up in Mabel’s Room
- 1945: Das letzte Wochenende (And Then There Were None)
- 1945: Hilfe, ich bin Millionär (Brewster’s Millions)
- 1951: Nur Du bist mein Traum (Al diavolo la celebrità)
- 1954: Mary-Lou und ihre Herren (Escalier de Service)
- 1955: Herr Satan persönlich (Mr. Arkadin)
- 1956: Das Gänseblümchen wird entblättert (En effeuillant la marguerite)
- 1956: Die Monte Carlo Story (Monte Carlo)
- 1958: Der unfreiwillige Raketenflieger (À pied, à cheval et en spoutnik!)
- 1962: We Joined the Navy
- 1963: Eddie krault nur kesse Katzen (Les femmes d'abord)
- 1966: Weihnachtsmann in Not (Il Natale che quasi non fu)
- 1967: Per amore… per magia…